# Thomas Boller (Astrophysiker)
Thomas Boller (geboren am 6. September 1958 in Sonneberg) ist ein deutscher Astrophysiker.

## Werdegang
Thomas Boller studierte nach dem Abitur 1977 in Sonneberg und dem Militärdienst von 1979 bis 1984 Physik an der Friedrich-Schiller-Universität Jena und schloss sein Studium als Diplom-Physiker ab. Von 1984 bis 1987 war er Forschungsstudent am Zentralinstitut für Astrophysik in Potsdam (ZIAP), wo er nach seiner Promotion zum Thema „The cosmological evolution of the quasar population“ bis April 1990 als wissenschaftlicher Mitarbeiter arbeitete.
Seit 1990 ist Boller am Max-Planck-Institut für extraterrestrische Physik (MPE) in Garching tätig. Er hielt seit 1996 an der Goethe-Universität Frankfurt am Main Vorlesungen zur Astrophysik für Studierende der Fachbereiche Physik und Astronomie. 1999 erhielt er die Lehrberechtigung als Privatdozent, seit 2005 lehrt er als außerplanmäßiger Professor am Institut für Theoretische Physik der Universität am Campus Riedberg. 2004 war er Gastprofessor an der Universität Padua.
Zudem organisierte Boller internationale Workshops zu allen Aspekten der AGN-Forschungstätigkeiten. Er wurde als Hauptredner zu verschiedenen internationalen Dermatologie- und Pharmaindustrie-Kongressen eingeladen, wie z. B. 2019 zum Weltkongress der Dermatologie in Mailand.
Thomas Boller ist verheiratet und lebt in Hallbergmoos.

## Arbeitsschwerpunkte
Schwerpunkte seiner Arbeit liegen im Bereich Aktiver Galaxienkerne. Im Rahmen seiner Tätigkeit am Max-Planck-Institut für extraterrestrische Physik arbeitete er die Bedeutung von Narrow-Line Seyfert 1-Galaxien für die Erforschung aktiver Galaxien heraus und trug somit zu einem  verbesserten Verständnis mehrerer durch das Seyfert-Phänomen aufgeworfener Probleme bei.

## Forschungsinteressen
- Röntgenastronomie: ROSAT, XMM-Newton, Chandra, und eROSITA-Beobachtungen von aktiven Galaktischen Kernen
- AGN-Akkretionsscheibenphysik
- Die Natur der extremen Röntgenvariabilität in Narrow-Line Seyfert 1 Galaxien
- Relativistische Fe K- und Fe L-Linienstudien
- Quasar-SEDs und  alpha_ox-Wissenschaft[Anmerkungen 1]
- Pseudokomplexe Theorie der Schwarzen Löcher
- Comptonisierungsprozesse und Akkretionszustände in aktiven Galaktischen Kernen

## Auszeichnungen
Boller wurde für seine Forschung zu Aktiven Galaktischen Kernen am MPE und seine exzellente Lehrtätigkeit an der Goethe-Universität Frankfurt 2011 mit dem Michael und Biserka Baum Preis ausgezeichnet. 2011 wurde er als Mitglied der Academia Europaea, Sektion Physik und Technik berufen. Seit 2017 ist er Adjunct Fellow am Frankfurt Institute for Advanced Studies (FIAS).